# Prima guerra civile di Utrecht
La prima guerra civile di Utrecht (detta anche conflitto Borgogna-Van Brederode) ebbe luogo tra il 1470 ed il 1474 quando la Guerra tra Hoeken e Kabeljauwen scoppiò nel Vescovato di Utrecht.
Davide di Borgogna, figlio illegittimo di Filippo il Buono, duca di Borgogna, era stato nominato vescovo id Utrecht nel 1456 col supporto dei Kabeljauwen. Il capitolo della cattedrale di Utrecht, ad ogni modo, aveva già eletto il prevosto Gijsbrecht van Brederode a nuovo vescovo, in quanto favorito dagli hoeken. Filippo il Buono ad ogni modo fece modo di far accettare con le parole e con la forza la nomina di Davide con la Guerra di Utrecht.
L'opposizione al nuovo vescovo rimase comunque e Davide di Borgogna trovò per lui più salutare lasciare la città di Utrecht e prendere residenza stabile a Wijk bij Duurstede. La famiglia van Brederode fu al centro dell'opposizione.
Nel 1470, Davide di Borgogna imprigionò Gijsbrecht van Brederode e suo fratello Reinoud II van Brederode, e li fece torturare. Ne scoppiò per questo una guerra civile sino al 1474 che vide contrapposti Hoeken e Kabeljauwen, ma che si concluse con un nulla di fatto sino alla Seconda guerra civile di Utrecht che scoppiò nel 1481.